# Florin Cîțu
Florin Cîțu (/floˈrin ˈkɨːt͡su/) est un homme politique roumain né le 1er avril 1972 à Râmnicu Vâlcea (Roumanie). En 2019, il est nommé ministre des Finances publiques dans le gouvernement de Ludovic Orban, à qui il succède comme Premier ministre en décembre 2020.

## Situation personnelle

### Origines
Il naît le 1er avril 1972 à  Râmnicu Vâlcea.

### Formation et vie professionnelle
Diplômé du Grinnell College en 1996, Cîțu obtient un master en économie, puis un doctorat en macroéconomie et en économie internationale à l'université d'État de l'Iowa en 2001.
Il travaille ensuite de 2001 à 2003 à la Banque de réserve de la Nouvelle-Zélande puis à la Banque européenne d'investissement de 2003 à 2005.

## Parcours politique

### Sénateur
Il est élu sénateur lors des élections législatives roumaines de 2016 sous l'étiquette du Parti national libéral.

### Ministre des Finances
Il est ministre des Finances depuis novembre 2019 dans le gouvernement Orban I. Celui-ci est renversé le 5 février 2020 par une motion de censure déposée par l'opposition sociale-démocrate.

### Désignation avortée comme Premier ministre
Le 6 février, Ludovic Orban est chargé de former un nouveau gouvernement. Le projet de réforme du système électoral et la reconduction d'Orban sont une stratégie du président Iohannis pour obtenir des législatives anticipées,. Le vote de confiance est prévu pour le 24 février. Celui-ci est reporté du fait du quorum non atteint.
Le même jour, la Cour constitutionnelle demande à Iohannis de nommer un autre Premier ministre. Le 26 février, Florin Cîțu est chargé de former un gouvernement. Il annonce la composition de son cabinet le 28 février. Le 12 mars, jour du vote d'investiture, il retire sa candidature. Le 13 mars, Orban est de nouveau chargé de former un gouvernement. Celui-ci reconduit l'ensemble des ministres sortants dans son second gouvernement.

### Premier ministre
Après les élections législatives roumaines de 2020, le PNL propose Cîțu au poste de Premier ministre. Le 18 décembre, les trois partis se mettent d'accord sur un gouvernement de coalition dirigé par Cîțu, avec huit ministres pour le PNL, sept pour l'USR-PLUS et trois pour l'UDMR.
Le 22 décembre, il est officiellement chargé par le président Klaus Iohannis de former un gouvernement, investi le lendemain avec 260 voix pour et 186 contre.

### Président du PNL et chute du gouvernement
Le 25 septembre 2021, il est élu président du PNL. Son arrivée à la tête du parti, aux dépens de  Ludovic Orban, est perçue comme une « victoire à la Pyrrhus ». Sa crédibilité est affectée par la violente campagne qui l'a opposé à son adversaire, marquée par des révélations sur sa vie privée. Il se trouve également de plus en plus contesté par ses propres alliés, notamment pour son inaction dans le domaine de la justice et sa gestion du Covid-19. En outre, les sondages indiquent que  plus de 80 % de la population considère que « le pays est guidé dans une mauvaise direction ». 
Une motion de censure déposée par le Parti social-démocrate (PSD) est votée le 5 octobre 2021 avec le soutien de l'USR et de l'Alliance pour l'unité des Roumains (AUR). Celle-ci est adoptée grâce à 281 voix favorables, soit 48 de plus que la majorité requise, un record dans l'histoire des motions de censure en Roumanie,.
Le 11 octobre, Klaus Iohannis charge l'ancien Premier ministre et président de l'USR Dacian Cioloș de former un nouveau gouvernement. Le choix de Dacian Cioloș, qui dispose de dix jours pour présenter une équipe ministérielle aux deux chambres du Parlement, constitue une surprise puisqu'il ne bénéficie pas du soutien d'une potentielle majorité à l'issue des entretiens menés par le chef de l'État avec les représentants des différentes forces politiques, mais il a été le seul candidat formellement proposé dans le cadre de ces échanges. L'USR ayant causé la chute du gouvernement Cîțu et refusant de reconduire la majorité sortante sous la conduite du Premier ministre déchu, le Parti national libéral ne souhaite pas négocier avec elle,. Celui-ci présente le 17 octobre sa liste de ministres au bureau national de l'USR puis déposée le lendemain sur les bureaux des chambres du Parlement. Le 20 octobre, comme pressenti, l'exécutif proposé n'obtient pas la confiance du Parlement.
Le 21 octobre, le ministre de la Défense Nicolae Ciucă est chargé de former un gouvernement. Alors que l'Union démocrate magyare de Roumanie (UDMR) accepte rapidement de reconduire un gouvernement minoritaire avec le PNL, le PSD propose de le soutenir temporairement durant la pandémie de Covid-19 en échange d'accepter 10 mesures. Il présente son gouvernement le 29 octobre. N'ayant pas réussi à obtenir le soutien du PSD ou de l'USR, il renonce à former un gouvernement le 1er novembre.
Le 12 novembre, après plusieurs semaines de négociations, le PNL, le PSD et l'UDMR concluent une entente de base pour la formation d'un gouvernement de coalition, alors que des questions restent à résoudre, comme le nom du Premier ministre ou le principe d'une rotation à la tête du gouvernement. Un accord de coalition est obtenu le 21 novembre sur le principe d'une rotation entre les deux partis après 18 mois entre Nicolae Ciucă et le président du PSD, Marcel Ciolacu, ainsi que sur la répartition des ministères. Le lendemain, Ciucă est de nouveau désigné Premier ministre, recevant le soutien du PNL, du PSD et de l'UDMR lors des consultations présidentielles,.

### Président du Sénat
Le 23 novembre, conformément à l'accord de coalition, Ciolacu est élu président de la Chambre des députés, tandis que Cîțu devient président du Sénat.
Le 7 avril 2022, il annonce sa démission de la présidence du PNL. Nicolae Ciucă est le seul candidat déclaré pour lui succéder.